# Protosmia minutula
Protosmia minutula är en biart som först beskrevs av Pérez 1896.  Protosmia minutula ingår i släktet Protosmia och familjen buksamlarbin. Inga underarter finns listade i Catalogue of Life.
Arten förekommer i västra Europa i Spanien, Frankrike, Italien och Schweiz. Den lever på ängar, i buskskogar och på skogsgläntor eller vid skogskanten. Individerna har främst pollen från växter av familjen Lamiaceae som föda och föredrar där släktet Teucrium. Födan förvaras i pollenkorgen.
Det är inget känt om populationens storlek och möjliga hot. IUCN listar arten med kunskapsbrist (DD).